# Berchem-Sainte-Agathe
Berchem-Sainte-Agathe [bɛʁkɛm sɛ̃t aɡat] (franska) eller Sint-Agatha-Berchem (fil) [sɪnt aˈɣaːta ˈbɛrxɛm] (nederländska) är en av de 19 kommunerna i huvudstadsregionen Bryssel i Belgien. Kommunen ligger i regionens nordvästra del och har cirka 25 502 invånare (2020).